# Appuntamento con la paura
Appuntamento con la paura (titolo orig. Double Sin and Other Stories) è una raccolta di racconti polizieschi della scrittrice inglese Agatha Christie, pubblicati negli Stati Uniti nel 1961. La raccolta contiene otto racconti che hanno diversi protagonisti.

## I racconti
Agatha Christie appose alla raccolta una breve introduzione, nella quale paragonava il libro ad un pranzo di Natale, lei era lo chef e il piatto forte era il racconto L'avventura del dolce di Natale.
- Doppia colpa (Double Sin), in cui Hercule Poirot indaga sul furto di alcune preziose miniature e riuscirà a smascherare una coppia insospettabile di truffatrici.
- Nido di vespe (Wasp's Nest), un insolito racconto in cui Monsieur Poirot riesce a prevedere e a sventare un efferato omicidio.
- In L'avventura del dolce di Natale (The Theft of the Royal Ruby, anche col titolo The Adventure of the Christmas Pudding) Poirot deve indagare sul furto di un preziosissimo rubino.
- Uno dei più singolari racconti di questa raccolta è La bambola della sarta (The Dressmaker's Doll), una bambola che si diverte a fare strani scherzi, animata da chi sa quale spirito.
- Appare Miss Marple in La follia di Greenshaw (Greenshaw's Folly) che dovrà indagare sull'insolita morte di una ricca donna proprietaria di un'enorme villa: i sospetti sono tre, ma tutti hanno un alibi di ferro... L'idea di base di La follia di Greenshaw è stata in realtà ripresa ed estesa da un racconto precedente cioè Il mistero di Hunter's lodge, in cui il protagonista era Hercule Poirot.
- In Doppio indizio (The Double Clue) torna Hercule Poirot, che viene chiamato ad indagare sul furto di alcuni gioielli, rubati durante una festa in cui partecipava l'alta società inglese. Nel racconto si trova un personaggio, la contessa Vera Rossakoff, apparsa insieme a Poirot in altri racconti come La cattura di Cerbero della raccolta Le fatiche di Hercule ed in romanzi quali Poirot e i quattro.
- Più inquietante degli altri è il racconto L'ultima séance (The Last Seance), in cui una medium viene assassinata nel bel mezzo di una seduta spiritica. Il racconto prende spunto da un avvenimento accaduto realmente alla Christie.
- Chiude il ciclo di racconti Asilo (Sanctuary), in cui compare di nuovo Miss Marple alle prese con un omicidio avvenuto in una chiesa.

Quattro di questi racconti (Doppia colpa, Nido di vespe, L'avventura del dolce di Natale e Doppio indizio) sono diventati film per la serie TV Poirot mentre il racconto La follia di Greenshaw è stato adattato come film nella serie televisiva Miss Marple.

### La bambola della sarta
Londra, anni 30. Sybil Fox e Alicia Coombe, due sarte, stanno preparando il loro laboratorio per la visita di una cliente, la signora Fellows-Brown. Quando quest'ultima arriva, iniziano le prove dei vestiti. Mentre discutono, la signora Fellows-Brown rimane abbastanza inquietata dalla bambola sulla poltrona di velluto vicino alla finestra e consiglia alle due donne di toglierla, perché a lei fa venire la pelle d'oca. Chiede a Sybil da quanto la tengono lì, ma la ragazza non se lo ricorda minimamente. Anche la signora Groves, la donna delle pulizie, non l'aveva notata fino a quella mattina. La signora Groves rabbrividisce anche solo alla vista della bambola. Sybil, non ricordandosi affatto della bambola, pensa che sia di Alicia, così le chiede da quanto ce l'ha, ma lei risponde che non ricorda molto bene. Sybil e Alicia ricordano che c'era anche prima di quel giorno, anche se non l'avevano mai notata.
Il giorno dopo la signora Groves dice ad Alicia che la bambola le ha fatto prendere uno spavento perché l'ha trovata seduta alla scrivania, come un essere umano. Alicia va a controllare nella stanza della scrivania e vede la bambola accasciata sulla sedia. Alicia, infuriata, chiede a tutte le ragazze del laboratorio se loro hanno fatto il brutto scherzo, ma non è stata nessuna di loro. La bambola continua a fare questi scherzi, finché Sybil, spaventata, la lancia dalla finestra. Alicia si arrabbia e iniziano a litigare, quando una bambina raccoglie la bambola da terra dicendo che loro non le hanno dato amore e che la bambola voleva solo attirare la loro attenzione. Così finisce il racconto.

## Edizioni italiane
- Appuntamento con la paura, traduzioni di Grazia Maria Griffini e Lidia Lax, Tutti i racconti di Agatha Christie n.9, Milano, Mondadori, 1981; Collana Oscar Gialli n.247, Mondadori, 1991; Edizione illustrata e annotata, Collezione Agatha Christie, Milano, CDE, 1991; Collana Oscar Narrativa n.1507 (Oscar Scrittori del Novecento), Mondadori, 1995; Collana Oscar Gialli, Mondadori, 2019, ISBN 978-8804704638.
- in Vita, morte e miracoli di Miss Marple, Collana Omnibus Gialli, Milano, Mondadori, 1977. [contiene due racconti tradotti da Grazia Griffini: Asilo e La follia di Greenshaw]